# 滝山正夫
滝山 正夫（たきやま まさお、1951年 - ）は、AXN取締役会長。アニマックスブロードキャスト・ジャパン、キッズステーション代表取締役社長。衛星放送協会会長。かつてはソニー・ピクチャーズエンタテインメント（SPEJ）の代表取締役を務めていた。東京都出身。「滝山 雅夫」と表記されることもある。

## 経歴
國學院大學卒業後、1973年にジャパンアメリカプレス入社。1975年にフジエイト（現：フジクリエイティブコーポレーション（FCC））入社。フジエイト・FCCでは虫プロダクション制作のテレビアニメを中心にアジア圏にテレビ番組の販売を手掛け、1981年に設立された国際部で全世界のマーケットに進出。当時民放テレビ局が開局したばかりのヨーロッパ各国に日本のテレビアニメを販売した。
1998年、ソニー・ピクチャーズテレビジョン・ジャパン（2001年12月SPEJと合併）入社。1999年にはアニマックスブロードキャスト・ジャパン社長に就任。2007年には同じくSPEJ傘下のAXNジャパン、2008年にはミステリチャンネル（AXNミステリー）の代表取締役に就任。
2015年6月、SPEJ代表取締役に就任。2017年にはアニマックスと三井物産系のキッズステーションの経営統合を行い、持株会社・AK Holdingsおよびキッズステーションの代表取締役に就任。
2021年1月、SPEJ代表取締役を退任しエクゼクティブアドバイザーに就任。同年6月アニマックスブロードキャスト・ジャパンとキッズステーションの代表取締役を退任。同年10月にはAXN、AXNミステリー事業をノジマが買収したことにより、ノジマ子会社のAXN株式会社、およびその子会社のAXNジャパン（現：AXN株式会社）、ミステリチャンネル（同左）、AXNエンタテインメントの取締役社長となった。
2023年6月、AXN取締役社長から執行役員会長（特命担当）に異動。2024年4月1日、ノジマ傘下となったアニマックスブロードキャスティング・ジャパン、キッズステーションの代表取締役会長に就任。同年6月、AXN取締役会長、およびアニマックスブロードキャスティングジャパン、キッズステーション代表取締役社長に就任。
2024年6月1日、STARTO ENTERTAINMENTの社外取締役に就任。同年6月10日、衛星放送協会会長に就任。